# Руденко, Инна Павловна
Инна Павловна Руденко — советская журналистка  издания "Комсомольская правда", лауреат литературных и журналистских премий, легенда российской журналистики.

## Биография
Родилась 2 мая 1931 года, после окончания  факультета журналистики МГУ в 1954 году проработала почти шестьдесят лет  в редакции газеты "Комсомольская правда".

## Публикации
- Улица, по которой ты идешь каждый день: Очерки разных лет. - Москва: Правда, 1986. - 380 с.[6]
- Долг.- Комсомольская правда, 2016[7]

## Премии и награды
- лауреат премии Правительства Российской Федерации[8].